# Greves na Universidade de São Paulo em 2023
As greves na Universidade de São Paulo em 2023 foram uma mobilização estudantil, docente e laboral ocorrida em diversos institutos da Universidade entre os meses de setembro e novembro de 2023 e motivada pelo déficit de professores na instituição, principalmente na Faculdade de Filosofia, Letras e Ciências Humanas e na Escola de Artes, Ciências e Humanidades.
Iniciada pelos estudantes do curso de Letras em assembleia realizada no dia 18 de setembro foi aderida pelos demais cursos do instituto no dia 18, quando as aulas do período noturno daquele dia foram canceladas devidos a supostas ameaças de depredação do patrimônio público, o que foi interpretado pelos corpo discente como uma tentativa da diretoria de sabotar a mobilização estudantil. Em seguida os professores da FFLCH aderiram à paralisação, e outros seis institutos da USP também aprovaram greve.
Nos dias seguintes todos os institutos da universidade aderiram à greve. Com isso, a reitoria, assim como as direções dos diversos institutos da faculdade, passaram a dialogar com os estudantes. Em 10 de outubro, depois de acordo feito com o reitor, ao menos oito institutos já haviam voltado às atividades normais, assim como os professores da universidade. Apesar disso, em assembleia realizada no dia 11 de outubro, o Diretório Central dos Estudantes decidiu continuar com a paralisação, alegando insuficiência das propostas da administração, o que foi reiterado na semana seguinte, em assembleia realizada no dia 18.
No dia 1 de novembro a greve foi encerrada depois dos alunos da EACH, em assembleia-geral, aprovarem o retorno às atividades normais.

## Antecedentes

### Ocupação da Escola de Artes, Ciências e Humanidades
Entre os dias 20 de junho de 2023, o prédio central da Escola de Artes, Ciências e Humanidades foi ocupado pelos estudantes da unidade devido à falta de professores e de investimento naquele campus. Segundo representantes dos estudantes, a reitoria estaria tratando a EACH como uma "USP de segunda categoria". A situação seria tão séria que alguns cursos da unidade estariam correndo risco de fechar.
A ocupação foi aprovada em assembleia após uma visita do reitor Carlos Gilberto Carlotti Júnior e da pró-reitora de Inclusão e Permanência, Ana Lanna, à unidade, onde foram abordados por estudantes e questionados a respeito das suas reclamações, cujas respostas foram consideradas insatisfatórias.
A ocupação durou oito dias, até que, no dia 28 de junho, os estudantes decidiram, após reunião com a reitoria e apresentação de proposta, encerrar a paralisação.

### Piquetes na Faculdade de Filosofia, Letras e Ciências Humanas
No dia 10 de maio, estudantes do curso de Letras da Faculdade de Filosofia, Letras e Ciências Humanas paralisaram as atividades do curso para protestar a falta de funcionários e professores além das novas políticas de substituição de docentes na Universidade. Desde 2014, o curso já havia perdido boa parte dos seus docentes, com algumas pessoas, como o deputado estadual Carlos Giannazi, acusando um desmonte do curso.
Pouco menos de um mês depois, os Centros Acadêmicos de História e Geografia aprovaram a realização de piquete no prédio dos dois cursos, também protestando contra a falta de professores e a favor da ampliação de benefícios de permanência estudantil para alunos de baixa renda. Segundo os estudantes, os protestos enfrentaram repressão da polícia militar.

## Início

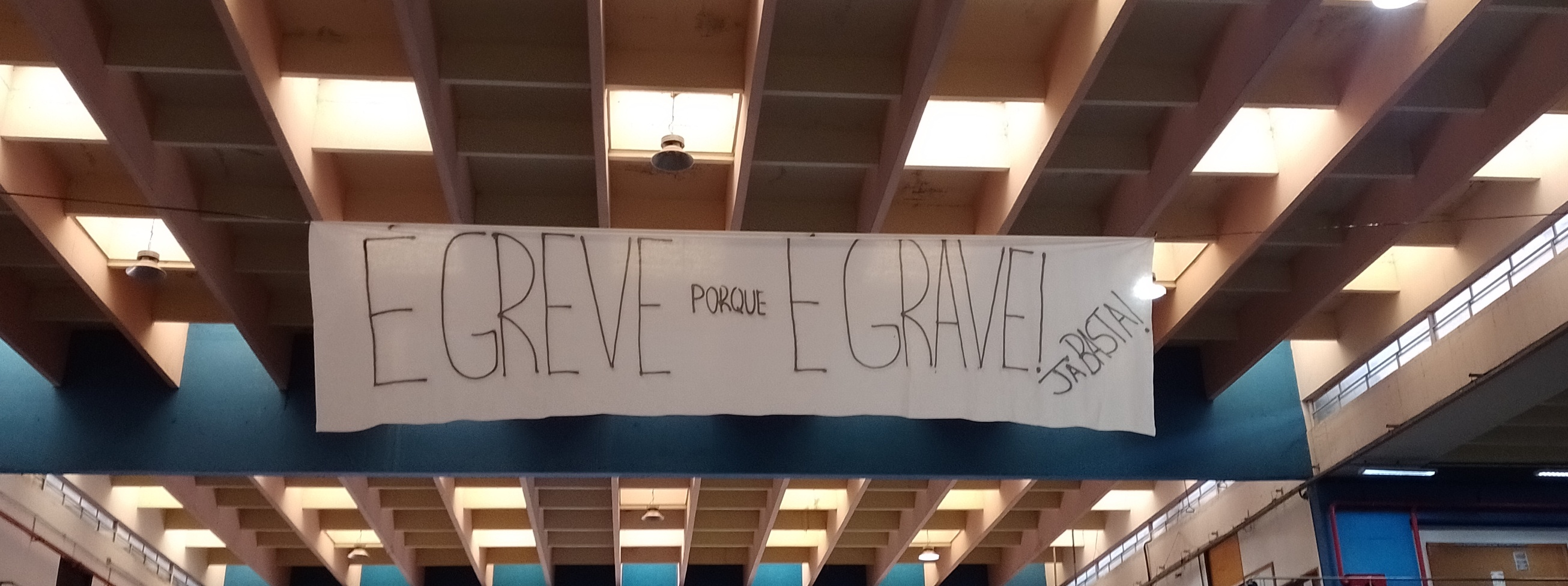
Cartaz "É greve porque é grave!". Erguido na Faculdade de Filosofia, Letras e Ciências Humanas.

### Greve na Faculdade de Filosofia, Letras e Ciências Humanas
No dia 14 de setembro, os alunos do curso de Letras, após receberem a notícia de que a habilitação em coreano poderia acabar no ano seguinte caso não houvesse a contratação imediata de novo docente, aprovaram, em assembleia, um início de uma paralisação geral do curso. Naquele mesmo dia os estudantes da Escola de Comunicações e Artes e da Escola de Artes, Ciências e Humanidades também indicaram que poderiam aderir à greve.
No dia 18 de setembro, após indícios de que partes dos prédios da FFLCH seriam ocupados pelos alunos dos cursos de Geografia e Letras, o diretor da unidade, Paulo Martins, disparou um e-mail no qual cancelava as aulas daquele dia e acionava a guarda universitária para impedir a atuação dos estudantes. Isso foi interpretado por eles como uma tentativa de sabotagem da ação estudantil, o que levou aos demais cursos da FFLCH a aprovar o início imediato da greve e a ocupar o prédio da direção. Algum tempo depois, o diretor chegou à universidade, onde participou de um bate-boca com os estudantes, que exigiram a abertura dos prédios da faculdade, a dispensa da guarda universitária, o agendamento de uma reunião entre a reitoria da USP e os alunos além de uma retratação pública de Martins. No dia seguinte, as duas primeiras exigências haviam sido cumpridas, o que levou à desocupação do prédio da diretoria da faculdade.

### Adesão de outros institutos e categorias

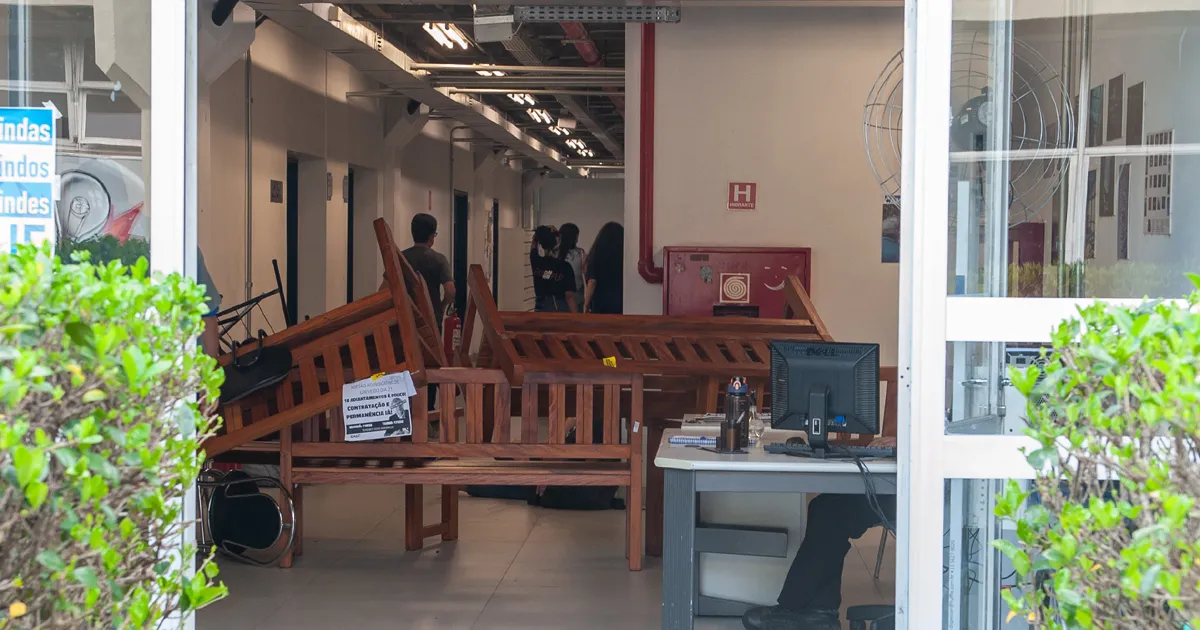
Acesso à Escola de Comunicação em Artes barrado por piquete montado pelos estudantes.

No dia seguinte à adesão de todos os cursos da FFLCH à paralisação, foi aprovada, em assembleia geral do Diretório Central dos Estudantes, o início de uma greve geral por parte dos estudantes da universidade, com a adesão de mais seis institutos. As unidades restantes foram, uma a uma, aprovando adesão ao movimento iniciado na Faculdade de Filosofia até que, no dia 2 de outubro, com o decreto de greve nas Faculdades de Odontologia, da Faculdade de Economia, Administração, Contabilidade e Autuária, da Escola de Educação Física e Esportes e da Faculdade de Ciências Farmacêuticas todas os institutos da universidade estavam paralisados.
No dia seguinte ao decreto de paralisação dos estudantes da FFLCH, foi aprovada em assembleia por parte dos professores daquele instituto, a adesão a greve estudantil, o que foi reiterado, na semana seguinte, pela adesão dos demais docentes da universidade.
No dia 19 de setembro foi aprovada a paralisação das atividades dos funcionários da USP para o dia 21, além de um indicativo de greve a ser mantido por tempo indeterminado, o que foi reiterado nas assembleias seguintes. No dia 3 de outubro, em apoio à paralisação dos estudantes e dos trabalhadores do Metrô, da CPTM e da Sabesp, o Sindicato de Trabalhadores da USP paralisou, novamente, as suas atividades.

## Conversas com a Reitoria
No dia 21 de setembro foi realizada uma reunião entre dez representantes do movimento estudantil e o reitor da Universidade, Carlos Gilberto Carlotti Júnior e a vice-reitora, Maria Arminda do Nascimento Arruda na qual os estudantes apresentaram as suas reivindicações. A reunião foi descrita como "produtiva" pelo reitor e foi marcada mais uma reunião com os alunos para a semana seguinte. Em assembleia realizada no dia seguinte na "prainha" da Escola de Comunicações e Artes, foi decidido pelos estudantes que a paralisação iria continuar. Naquela ocasião, foram derrubadas as grades que impediam o acesso dos alunos ao espaço.
Na semana seguinte, no dia 28 de setembro, foi realizada outra reunião com os estudantes, que também não logrou resultado, sendo, inclusive, chamada de uma tentativa da reitoria de "vencer os estudantes pelo cansaço". Segundo o diretor do DCE, que estava presente na reunião “a reitoria ainda não apresentou nenhuma medida estrutural que atenda às reivindicações da greve”.
No dia 9 de outubro houve a realização de uma nova reunião com a reitoria, na qual ela se comprometeu a atender boa parte das reivindicações dos alunos, o que levou ao fim da paralisação em diversas unidades da universidade, como a Faculdade de Direito, a Faculdade de Economia, Administração, Contabilidade e Atuária, a Escola Politécnica e a Faculdade de Medicina. Apesar disso, os estudantes, em assembleia geral realizada no vão do prédio de História e Geografia da FFLCH, decidiram que as propostas ainda não garantem a permanência dos alunos na universidade, decidindo, então, em assembleia-geral, pela continuidade da greve.
No dia 18 de outubro, em assembleia-geral do DCE, os estudantes decidiram, novamente, pela continuidade da paralisação. No dia 23 daquele mês, os estudantes do curso de História foram os primeiros da Faculdade de Filosofia, Letras e Ciências Humanas a decidir, em assembleia do centro acadêmico, pela retirada da paralisação a partir da sexta-feira daquela semana, dia 27 de outubro.

## Supostas retaliações contra os estudantes

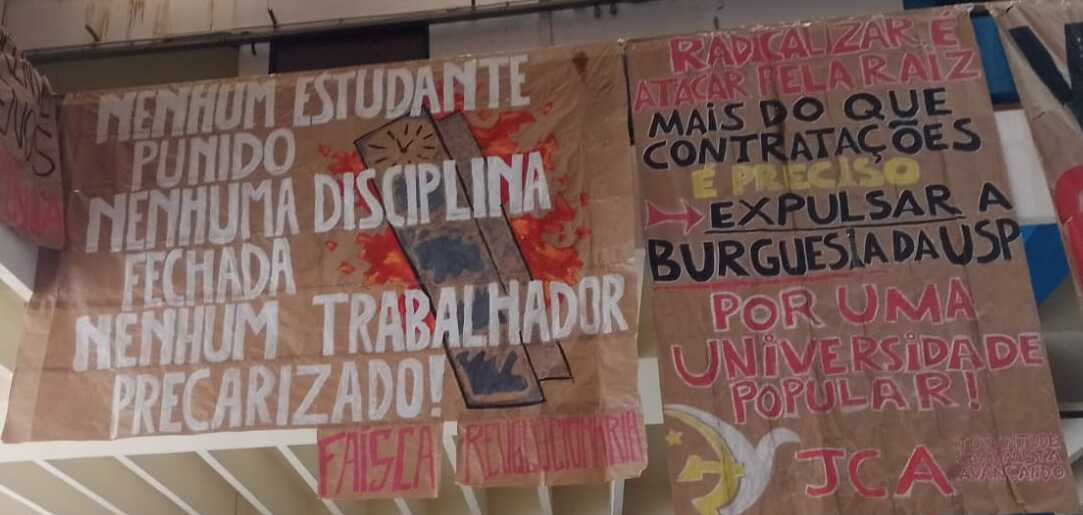
Cartazes no prédio dos cursos de História e Geografia contra as supostas retaliações contra estudantes da universidade

No dia 25 de outubro, a pró-reitoria de graduação da universidade divulgou uma circular que, supostamente, daria falta a todos os alunos que, em razão das paralisações, não assistiram as aulas. O documento foi considerado, por membros do movimento estudantil, como um ato de retaliação e um rompimento daquilo que tinha sido acordado anteriormente. 
Dois dias depois da publicação dessa circular, em face da sua não revogação, os estudantes ocuparam o prédio principal da administração.
Naquele mesmo dia a reitoria emitiu um comunicado transferindo para os docentes a responsabilidade de lançar as frequências dos alunos no sistema oficial da universidade, e negando as acusações do movimento estudantil.
No dia 28 de outubro, o DCE, em conjunto com o Centro Acadêmico XI de Agosto (Direito), o Centro Acadêmico Armando de Salles Oliveira (USP - São Carlos), o Centro Acadêmico Guimarães Rosa (Relações Internacionais) e o Grêmio Estudantil da Faculdade de Arquitetura, Urbanismo e Design entraram na justiça com o pedido de um mandado de segurança contra a universidade.
Segundo o regimento interno da USP, caso um aluno reprove em todas as disciplinas de um dos dois primeiros semestres por falta o vínculo desse estudante com a universidade seria rompido, em um processo chamado de "jubilamento".